# Managua
Managua Nicaragua fővárosa és egyben legnépesebb városa. Itt van az ország közigazgatási, politikai és gazdasági központja.

## Földrajz
Managua átlagosan 56 méteres tengerszint feletti magasságban, az ország szárazabb nyugati részén, az itt nyújtózó Managuai (más néven: Xolotlán-) tó déli oldalán, egy kis öböl mentén, sík terepen fekszik.

### Éghajlat
Managua a trópusi szavannaövben található. Az évi középhőmérséklet átlagosan 26,9 °C. A legmelegebb hónap a május, ekkor a hőmérséklet átlaga 28,3 °C, míg leghűvösebb januárban van, ekkor az átlaghőmérséklet 25,7 Celsius-fok.
A szinte egyenletesnek mondható nyár bágyasztóan fülledt melege nem szab évszakos ritmust sem a vegetációnak, sem a kultúrnövények életfolyamatainak.
A csapadék évi átlaga 1200 milliméter. A Csendes-óceánhoz közel fekvő fővároshoz az északkeleti passzát ide már száraz bukószélként érkezik. A csapadék nagy része körülbelül 95%-a a májustól októberig tartó esős évszakban hull le, ebből egyedül októberben 300 milliméternyi eső esik, míg a novembertől áprilisig tartó száraz évszakban összesen csak 60 milliméter.
| Hónap                         | Jan. | Feb. | Már. | Ápr. | Máj. | Jún. | Júl. | Aug. | Szep. | Okt. | Nov. | Dec. | Év   |
| ----------------------------- | ---- | ---- | ---- | ---- | ---- | ---- | ---- | ---- | ----- | ---- | ---- | ---- | ---- |
| Átlagos max. hőmérséklet (°C) | 31,0 | 32,1 | 33,6 | 34,3 | 34,0 | 31,4 | 30,9 | 31,4 | 30,3  | 30,8 | 30,6 | 30,8 | 31,8 |
| Átlagos min. hőmérséklet (°C) | 20,4 | 20,6 | 21,7 | 22,6 | 23,4 | 23,0 | 22,6 | 22,4 | 22,2  | 22,1 | 20,9 | 20,0 | 21,8 |
| Átl. csapadékmennyiség (mm)   | 9    | 5    | 3    | 8    | 130  | 224  | 144  | 136  | 215   | 280  | 42   | 8    | 1204 |
| Havi napsütéses órák száma    | 263  | 254  | 291  | 276  | 229  | 186  | 151  | 195  | 210   | 223  | 231  | 248  | 2757 |
| Forrás: Wetter Spiegel        |      |      |      |      |      |      |      |      |       |      |      |      |      |

## Történelem
1502-ben Kolumbusz Kristóf negyedik, s egyben utolsó útja során hajózott el Nicaragua partjainál. A terület gyarmatosítására az 1520-as években került sor. Francisco Fernández de Córdoba vezetésével a spanyolok véres háborúban verték le az országnak nevet adó Nicaro indián törzsfőnököt, majd 1523-ban elfoglalták a mai főváros helyén álló 40 000 lakosú indián települést, Managuát, amely a hódítók brutalitása miatt majdnem néptelenné vált.
A város nevének jelentésére kétféle változat maradt fenn; az egyik szerint a guarani elnevezés jelentése: az eső szeme, míg a másik változat szerint ahol a vízfelület van jelentéssel bír.

## Gazdaság

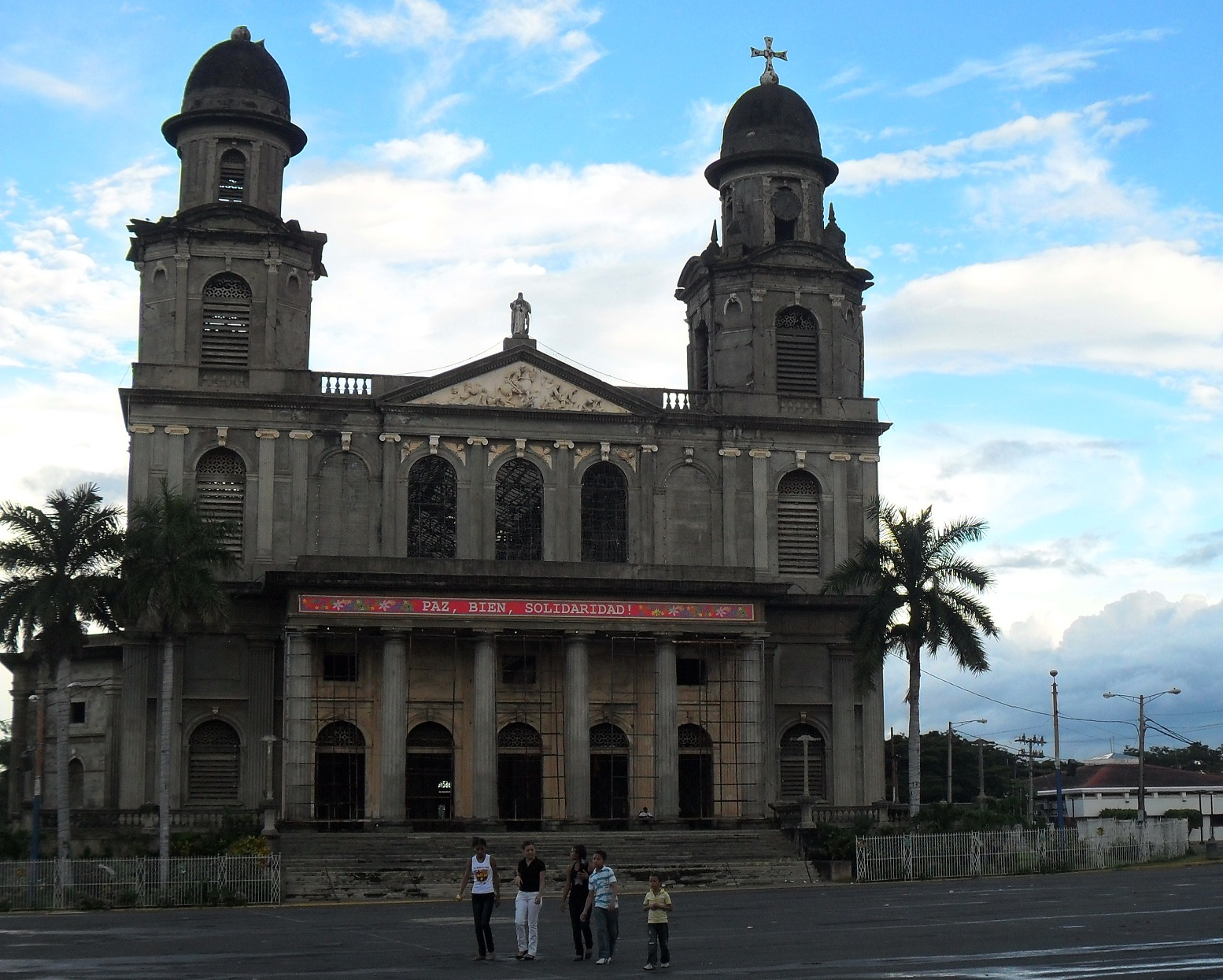
Santiago de Managua katedrális

Az ország fővárosa 1858 előtt León volt, Managua az 1800-as évek közepéig csupán poros kis falu volt, még az 1846-os függetlenség kikiáltása táján is. 1858-ban 6000 lakosú kisváros, Managua lett az ország új fővárosa, s ettől kezdve gyors fejlődésnek indult, a fejlődését időnként visszafogó természeti csapások ellenére is. Az itt kialakult építkezések tíz- és tízezreket vonzottak ide még az ország legtávolabbi zugából is. 1972-ben már 409 ezer lakosa volt a fővárosnak. 1972 végén azonban egy hatalmas földrengésben több mint tízezer ember lelte itt halálát. A legnagyobb károkat a Nicaragua tó partján álló egykori belváros szenvedte el. Elpusztultak az egykor itt álló elegáns üzletek, éttermek is.
A helyreállítások során elsőként az ipari üzemeket és a lakóházak ezreit állították helyre. Managua lakossága 1985-re megkétszereződött 1972-höz képest, s elérte a 850 ezer főt.
A város Nicaragua gazdasági centruma, legnagyobb iparvárosa, s közlekedési gócpontja lett. A környező fejlett agrárvidékre támaszkodó élelmiszereket és élvezeti cikkeket előállító ipara különösen jelentős; rizshántolás, cukor-, sör-, növényolaj-, gyümölcskonzerv- és dohányipar, kávé- és kakaófeldolgozás. De számottevő textilipara; gyapot, juta, és kenal feldolgozása, valamint faipara is. Újabb keletű itt a gépgyártás, a kőolaj-finomítás, a gyógyszer- és cementgyártás. Az ország szerény méretű ipari termelésének a felét a főváros üzemei szolgáltatják. A nyersanyagellátást és a késztermékek elszállítását a főváros kedvező közlekedés-földrajzi helyzete nagyban megkönnyíti.

## Közlekedés

Managua autóbuszvonalai

Repülőtere az Augusto C. Sandino nemzetközi repülőtér, a város központjától 13 km-re helyezkedik el.
A fővároson áthaladó Carretera Interamericana (pánamerikai autóút) és a jól kiépített belső úthálózat az ország legfejlettebb területeivel köti össze.
A Granada-Managua-León-Corinto vasútvonal a Csendes-óceán felé teremt kapcsolatot.
A kőolajat csővezetéken keresztül Puerto Sandinóból kapja.
A főváros legforgalmasabb útvonala a tóparttól a déli városrészbe vezető Sandíno sugárút.

## Kultúra, oktatás
Managua az ország szellemi életének egyik nagy központja. Számos könyvtára, múzeuma mellett kihelyezett tagozata van itt az 1812-ben Leonban alapított Nicaraguai Nemzeti egyetemnek is. Itt működik a Közép-amerikai Katolikus Egyetem kihelyezett tagozata, de több főiskolája is van, mint például a mezőgazdasági-, tanárképző-, képzőművészeti főiskola, katonai akadémia.
A város nevezetességei a több mint 6000 éves acahualincai lábnyomok, amelyek a ma ismert legrégebbi bizonyítékok az ember közép-amerikai jelenlétére.

## Képek
| Képgaléria                     |
| ------------------------------ |
| - Belváros - A régi katedrális |